# Discorsi di Bayeux

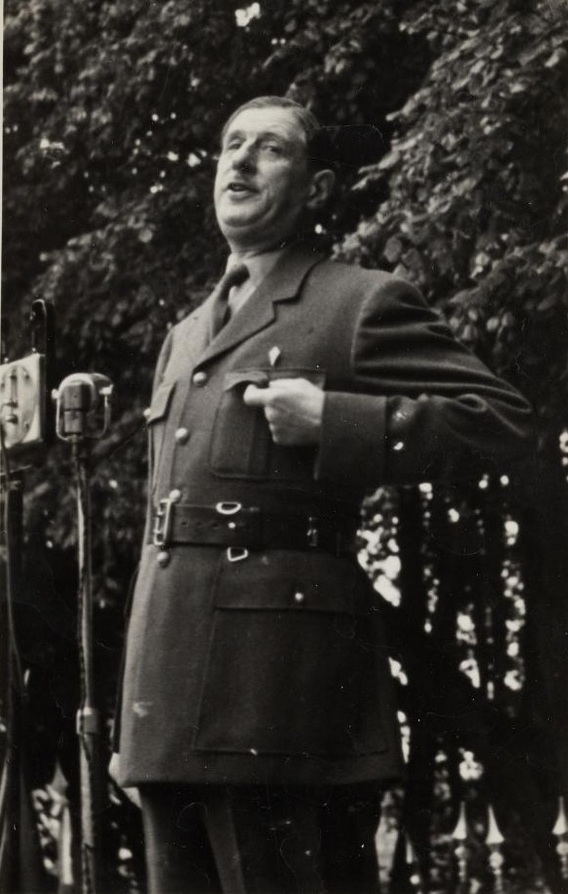
Charles de Gaulle che pronuncia il secondo discorso di Bayeux il 16 giugno 1946.

I discorsi di Bayeux sono due discorsi pronunciati dal generale de Gaulle nel contesto della Liberazione, dopo lo sbarco in Normandia del 14 giugno 1944 e nell'immediato dopoguerra nel giugno 1946. Il discorso del 16 giugno 1946 viene solitamente chiamato "discorso di Bayeux", senza aggettivo ordinale. L'evento del 14 giugno 1944 è solitamente indicato come la "visita di Bayeux".
I due discorsi furono pronunciati nella pubblica piazza situata nei pressi della sottoprefettura di Bayeux (l'ex Place du Château, dal 1946 denominata Place de Gaulle) .

## Primo discorso di Bayeux
Pochi giorni dopo lo sbarco in Normandia, il generale de Gaulle volle incontrare simbolicamente i francesi in una delle prime città liberate. Voleva anche contrastare le intenzioni americane di istituire una propria amministrazione della Francia sotto forma di Amministrazione militare alleata dei territori occupati (AMGOT) e persino di mettere in circolazione una moneta nei territori liberati d'Europa.
Arrivò a Bayeux il 14 giugno 1944 e vi tenne un discorso, prima di recarsi per la prima volta negli Stati Uniti per incontrare gli scienziati francesi che lavoravano sul nucleare e Franklin D. Roosevelt.
L'accoglienza entusiasta della popolazione confermò la legittimità della sua lotta e dissuase gli Stati Uniti dal porre la Francia sotto la loro amministrazione. Il governo provvisorio, ufficialmente formato il 3 giugno 1944 ad Algeri intorno al generale de Gaulle e successore del Comitato francese di Liberazione nazionale, poté così insediarsi a Parigi dopo la liberazione della capitale e prendere il controllo effettivo del paese.

## Secondo discorso di Bayeux

### Volontà per una nuova Costituzione
Il discorso del 16 giugno 1946 è uno dei discorsi più importanti del generale de Gaulle.
Due anni dopo lo sbarco in Normandia, in questa città simbolo, la prima città della Francia continentale ad essere liberata dagli Alleati, dove entrò in territorio francese nel giugno 1944, de Gaulle tenne un atteso discorso. Lì formulò la sua visione della futura Costituzione francese.
De Gaulle era rimasto in silenzio dalle sue dimissioni dalla presidenza del governo il 20 gennaio. Il progetto del 19 aprile 1946, redatto dalla prima assemblea costituente, fu respinto dagli elettori francesi il 5 maggio. La Francia si ritrovava senza un governo. Félix Gouin si dimise a sua volta.
Una seconda assemblea costituente doveva riunirsi. Fu il momento in cui de Gaulle scelse, sperando di influenzare il suo lavoro, di esporre le sue idee inerenti alla costituzione, che fino ad allora erano state piuttosto vaghe. L'accoglienza del pubblico fu vicina all'indifferenza. Queste idee furono, in parte, riprese nella Costituzione del 1958.
Durante questo discorso, de Gaulle dichiarò di essere a favore di un parlamento bicamerale e che il potere esecutivo derivasse direttamente dal capo dello Stato.

### Punti importanti del discorso
Nel suo discorso, il generale de Gaulle dà delle idee sulla IV Repubblica (istituita nel 1946). Egli sostenne che:
- Il Parlamento deve essere composto da due Camere che esercitano il potere legislativo;
- il capo dello stato è un arbitro al di sopra delle parti;
- il Presidente dell'Unione francese è anche quello della Repubblica;
- il presidente nomina il suo primo ministro e ministri;
- il presidente emana decreti e promulga la legge;
- il presidente presiede il Consiglio dei ministri;
- il presidente è il garante dell'indipendenza nazionale;
- il presidente discute e ratifica i trattati.